# Geelkeelbrilvogel
De geelkeelbrilvogel (Zosterops metcalfii) is een zangvogel uit de familie Zosteropidae (brilvogels). Deze vogel is genoemd naar de Britse arts en natuuronderzoeker Percy Herbert Metcalfe (1853-1913).

## Verspreiding en leefgebied
Deze soort is endemisch op de Salomonseilanden en telt drie ondersoorten:
- Z. m. exiguus: de noordwestelijke Salomonseilanden.
- Z. m. metcalfii: de noordelijk-centrale Salomonseilanden.
- Z. m. floridanus: de oostelijk-centrale Salomonseilanden.

## Status
De grootte van de populatie is niet gekwantificeerd maar de soort wordt omschreven als algemeen. Op de Rode lijst van de IUCN heeft deze soort de status niet bedreigd.